# Estrela da Vida Inteira
Estrela da Vida Inteira é um dos mais importantes registros literários do escritor pernambucano Manuel Bandeira. Modernista, de literatura simplista, utilizou desse projeto para a expressão da vida boêmia e cotidiana. Defensor ferrenho das mudanças estruturais enquanto poesia clássica, não fez uso obrigatório das técnicas de métrica. Nessa coletânea, o autor explora temas íntimos como a infância e o desenvolvimento emocional, sempre simples e palatável ao público.